# Prawo Torricellego

Prędkość wypływu zależy od wysokości słupa płynu

Prawo Torricellego, wzór Torricellego – zależność opisująca prędkość wypływu cieczy z naczynia przez otwór (rysunek)
{\displaystyle v={\sqrt {2gh}},}
gdzie:
{\displaystyle h} – wysokość słupa cieczy nad otworem,
{\displaystyle g} – przyspieszenie ziemskie.
Prędkość wyrażona prawem Torricellego jest równa prędkości swobodnego spadku ciała z wysokości {\displaystyle h.} Prawo to zostało sformułowane przez włoskiego fizyka Evangelistę Torricellego. Obowiązuje ono ściśle dla cieczy nielepkiej, nieściśliwej, jeżeli średnica naczynia jest dużo większa od średnicy otworu i przy zaniedbaniu zmian ciśnienia atmosferycznego przy zmianie wysokości o {\displaystyle h} oraz przy założeniu, że górna powierzchnia cieczy w naczyniu jest powierzchnią swobodną. Przy tych założeniach można wyprowadzić to prawo z równania Bernoulliego.